# Bilsington
Bilsington es una parroquia civil y un pueblo del distrito de Ashford, en el condado de Kent (Inglaterra).

## Geografía
Según la Oficina Nacional de Estadística británica, Bilsington tiene una superficie de 11,12 km².

## Demografía
Según el censo de 2001, Bilsington tenía 274 habitantes (47,08% varones, 52,92% mujeres) y una densidad de población de 24,64 hab/km². El 14,6% eran menores de 16 años, el 73,72% tenían entre 16 y 74 y el 11,68% eran mayores de 74. La media de edad era de 45,49 años. Del total de habitantes con 16 o más años, el 21,37% estaban solteros, el 60,68% casados y el 17,95% divorciados o viudos.
El 95,6% de los habitantes eran originarios del Reino Unido. El resto de países europeos englobaban al 1,83% de la población, mientras que el 2,56% había nacido en cualquier otro lugar. Según su grupo étnico, todos los habitantes eran blancos. El cristianismo era profesado por el 72,79%, mientras que el 13,97% no eran religiosos y el 13,24% no marcaron ninguna opción en el censo.
138 habitantes eran económicamente activos, 135 de ellos (97,83%) empleados y 3 (2,17%) desempleados. Había 119 hogares con residentes, ninguno vacío y 4 eran alojamientos vacacionales o segundas residencias.